# Pleurothallis dracula
Pleurothallis dracula là một loài thực vật có hoa trong họ Lan. Loài này được Seehawer miêu tả khoa học đầu tiên năm 1999.